# Gay.com
gay.com fue un sitio web de chat, contactos personales y redes sociales dirigido a la comunidad LGBT. El sitio fue una marca digital de Here Media Inc. Además de las funciones de la comunidad, el sitio presentaba noticias y funciones relacionadas con LGBT. En septiembre de 2005, San Jose Mercury News clasificó a gay.com como el sitio de contactos personales gay en línea más popular de los Estados Unidos. En marzo de 2007, Hitwise lo clasificó como el número tres en popularidad nacional estadounidense después de Adam4Adam y Manhunt. gay.com también solía competir internacionalmente con dudesnude, gayromeo y gaydar.

## Historia
gay.com fue fundado por Mark Elderkin en 1994 y lanzado con un sistema de chat basado en Java en 1996. La empresa matriz de gay.com adquirió PlanetOut en 2001. En octubre de 2008, la empresa relanzó gay.com. actualizando el estilo visual del sitio y reemplazando el anterior sistema de chat basado en Java . Los problemas técnicos causados por la actualización provocaron interrupciones y retrasos en el servicio. En una carta abierta de la gerencia de PlanetOut, "las configuraciones de hardware y el código de software" fueron citados como culpables. Muchos usuarios pidieron que el servicio volviera a su sistema anterior, y la sólida base de usuarios anterior se erosionó después del relanzamiento.
En octubre de 2009, Here Media Inc. compró la marca gay.com a PlanetOut Inc.
En 2016, Here Media Inc. se asoció con The Veloz Group para rediseñar gay.com y revitalizar el negocio. Más tarde ese año, gay.com fue vendido a VS Media Inc. Al comprar el sitio, se cambió a un modelo de cámara web. En 2017, VS Media Inc. donó el dominio a Los Angeles LGBT Center y ahora funciona como una redirección al sitio web del centro.